# Національний парк Раджаджі
Національний парк Раджаджі (англ. Rajaji National Park, гінді राजाजी राष्ट्रीय अभ्यारण्य) — національний парк в Індії. Парк розташований на території пагорбів Шивалік, що простягнулися уздовж підніжжя Гімалаїв. Він займає площу 820 км² та розташований на території трьох округів штату Уттаракханд: Харідвар, Деградун і Паурі-Ґархвал. Парк був утворений в 1983 році злиттям трьох притулків дикої природи (заказників), а саме Чілла, Мотічур і Раджаджі. Свою назву парк отримав на ім'я Чакравартхі Раджаґопалачарі, відомого як Раджаджі, одного з лідерів боротьби за незалежність, першого та останнього генерал-губернатора незалежної Індії.

## Ресурси Інтернету
- Uttaranchal Web India
- Rajaji National Park Indian Holiday

| Індія | Це незавершена стаття з географії Індії. Ви можете допомогти проєкту, виправивши або дописавши її. |